# IC 3195
IC 3195 ist eine linsenförmige Galaxie vom Hubble-Typ S0/a? im Sternbild Coma Berenices am Nordsternhimmel, die schätzungsweise 1265 Millionen Lichtjahre von der Milchstraße entfernt ist.
Das Objekt wurde am 23. März 1903 von dem deutschen Astronomen Max Wolf entdeckt.